# 中华人民共和国北海海事法院
中华人民共和国北海海事法院，位于广西壮族自治区北海市北海大道179号，是中华人民共和国的一所海事法院。

## 沿革
1997年7月9日，最高人民法院作出《最高人民法院关于同意广西壮族自治区设立北海海事法院的批复》（法[1997]145号）：同意在广西壮族自治区北海市设北海海事法院；北海海事法院与当地中级人民法院同级，管辖广西壮族自治区所属港口和水域内发生的一审海事、海商案件，上诉案件归广西壮族自治区高级人民法院管辖。
1999年7月19日，最高人民法院作出《最高人民法院关于北海海事法院正式对外受理案件问题的通知》（法[1999]123号），规定“北海海事法院管辖广西壮族自治区所属港口和水域以及北部湾海域及其岛屿和水域内发生的一审海事海商案件，与广州海事法院的管辖区域以英罗湾河道中心线为界，河道中心线及其延伸海域以东由广州海事法院管辖，河道中心线及其延伸海域以西，包括乌泥岛、涠洲岛、斜阳岛，属北海海事法院管辖，不服北海海事法院一审判决的上诉案件由广西壮族自治区高级人民法院管辖。”
1999年8月19日，北海海事法院正式挂牌成立。2004年4月18日，北海海事法院审判综合楼落成典礼举行。北海海事法院由中共广西壮族自治区党委、广西壮族自治区人民政府、广西壮族自治区高级人民法院分别依照职权对其干部、人事、经费、业务进行管理。
2002年12月10日，最高人民法院法[2002]274号文件发布《最高人民法院关于调整大连、武汉、北海海事法院管辖区域和案件范围的通知》其中规定：
- “三、北海海事法院的管辖区域范围：广西壮族自治区所属港口、水域、北部湾海域及其岛屿和水域，以及云南省的澜沧江至湄公河等与海相通的可航水域发生的海事、海商案件。北海海事法院与广州海事法院的管辖区域以英罗湾河道中心线为界，河道中心线及其延伸海域以东由广州海事法院管辖，河道中心线及其延伸海域以西，包括乌泥岛、涠州岛、斜阳岛等水域由北海海事法院管辖。”
- “四、大连海事法院、武汉海事法院、北海海事法院分别管辖上述发生在黑龙江省水域（大连）、长江支流水域（武汉）、云南省水域（北海）内的下列海事、海商案件：1.船舶碰撞、共同海损、海难救助、船舶污染、船舶扣押和拍卖案件；2.涉外海事、海商案件。发生在上述水域内的其他海事、海商案件，由地方人民法院管辖。”[3][4]

## 管辖

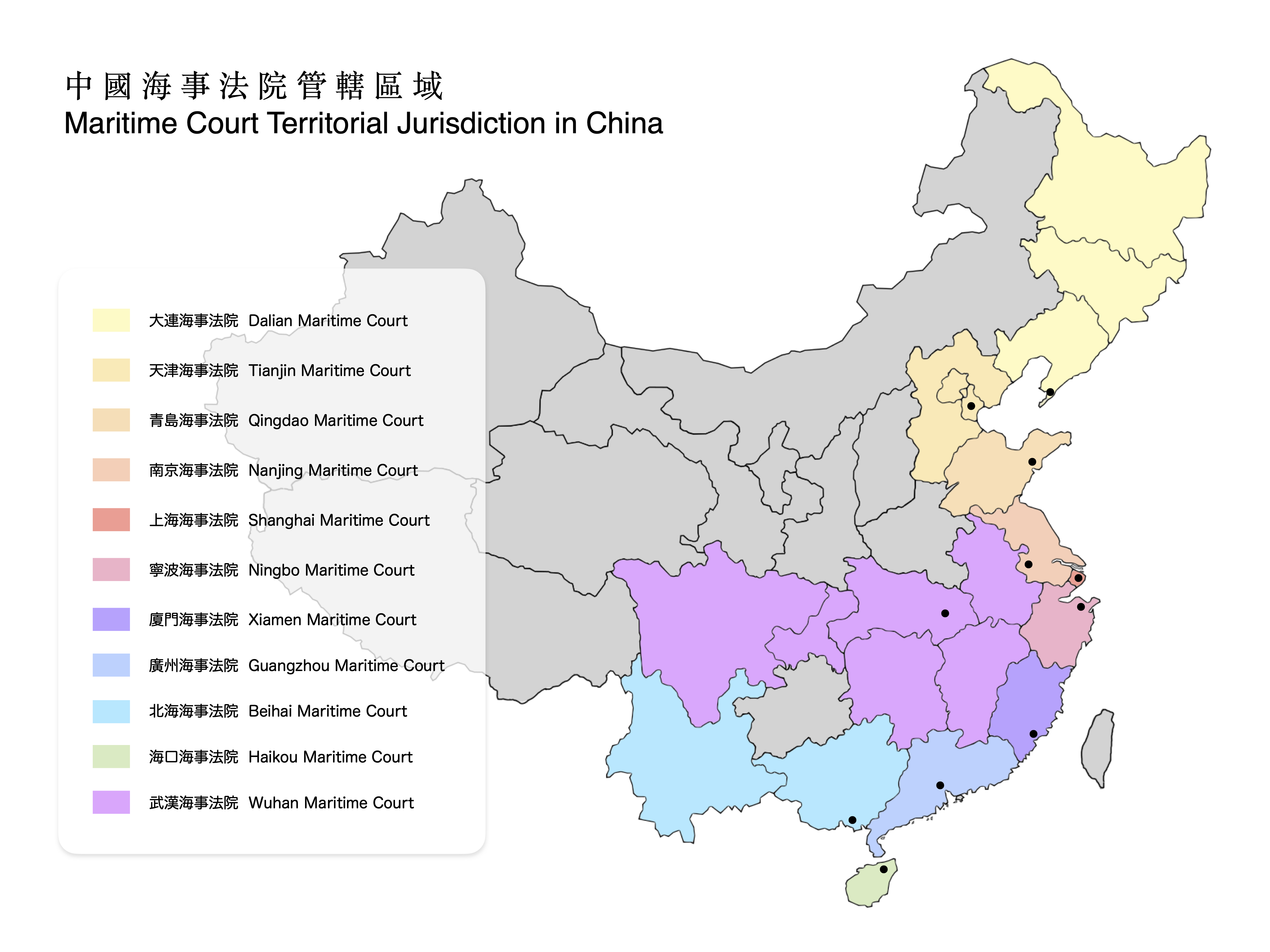
北海海事法院管辖区域主要为广西壮族自治区与云南省水域

北海海事法院管辖广西壮族自治区所属港口、水域、北部湾海域及其岛屿和水域，云南省的澜沧江至湄公河等与海相通的可航水域发生的一审海事、海商案件，具有涉外案件管辖权。

## 机构设置

### 审判机构
- 立案庭
- 海事审判庭
- 海商审判庭
- 执行局（庭）
- 防城港派出法庭
- 贵港派出法庭
- 景洪派出法庭[2]

### 其他机构
- 办公室（司法技术管理办公室）
- 政治部
- 研究室
- 审判管理办公室
- 司法警察支队
- 监察室（与纪检组合署办公）
- 机关党委
- 机关服务中心[2]

## 历任院长
- 伍载阳（1998年－2005年6月15日）
- 廖少昆（2005年6月15日－2009年12月）
- 梁梅（2010年1月11日－2011年8月）
- 曾艳（2011年9月2日－）[1]